# Buxton FC
Buxton Football Club is een Engelse voetbalclub uit Buxton, Derbyshire. De in 1877 opgerichte club promoveerde in 2022 naar de National League North en speelt haar thuiswedstrijden op The Silverlands. Het stadion heeft in totaal 4.000 plaatsen.
De beste prestatie van de club in de FA Cup is het bereiken van de derde ronde, in 1951/52. Het beste resultaat in de FA Trophy is de kwartfinale (1970/71 en 1971/72).

## Geschiedenis
De club werd in de herfst van 1877 opgericht als zijtak van de plaatselijke cricketclub en speelde hun eerste wedstrijd op 27 oktober 1877. In 1891 sloten ze zich aan bij The Combination. Ze eindigden onderaan in de competitie in het seizoen 1895/96 en vertrokken aan het eind van het seizoen 1898/99, toen ze overstapten naar de Manchester League. Ze werden tweede in het seizoen 1904/05, maar brachten de meeste van de volgende zeven seizoenen door in het rechterrijtje  voordat de competitie in 1912 werd opgeheven.
Buxton sloot zich weer aan bij de Manchester League toen die opnieuw werd opgericht in 1920. Ze werden tweede in de Manchester League in het seizoen 1928/29 en 1929/30 en wonnen de League Cup in het seizoen 1925/26 en het seizoen 1926/27. Na het winnen van de competitie in het seizoen 1931-32, sloten ze zich aan bij de Cheshire County League. Na de Tweede Wereldoorlog werden ze tweede in het seizoen 1946/47. In het seizoen 1951/52 bereikten ze voor het eerst de eerste ronde van de FA Cup. Ze versloegen Rawmarsh Welfare met 4-1 in de eerste ronde en versloegen vervolgens Football League-ploeg Aldershot met 4-3 op Silverlands, waarna ze met 2-0 verloren bij tweedeklasser Doncaster Rovers in de derde ronde.
In het seizoen 1958/59 bereikte Buxton opnieuw de eerste ronde van de FA Cup, en na Crook Town met 4-1 te hebben verslagen in de eerste ronde, verloren ze met 6-1 bij Accrington Stanley in de tweede ronde. Nog een eerste ronde in het seizoen 1962/63 resulteerde in een 3-1 nederlaag bij Barrow AFC in een replay. In dat seizoen eindigden ze ook als runners-up in de Cheshire County League. Ze wonnen vervolgens de competitietitel in het seizoen 1972/73, waarmee ze promotie verdienden naar de Northern Premier League. Toen de competitie in 1987 een tweede divisie kreeg, werd Buxton in de Premier Division geplaatst, waar ze bleven tot ze onderaan eindigden in het seizoen 1996/97, wat resulteerde in degradatie naar Division One. Nadat ze het daaropvolgende seizoen onderaan eindigden in Division One, degradeerden ze naar de Premier Division van de Northern Counties East League.
In het seizoen 2005/06 won Buxton de Northern Counties East League Premier Division, waarmee ze promotie verdienden naar Division One van de Northern Premier League. Het seizoen daarop werden ze opnieuw kampioen, wat resulteerde in promotie naar de Northern Premier League Premier Division. Ze eindigden vijfde in hun eerste seizoen terug in de divisie en kwalificeerden zich voor de play-offs voor promotie, waarin ze Witton Albion met 6-5 versloegen op strafschoppen na een 1-1 gelijkspel in de halve finale, voordat ze de finale met 2-0 verloren van Gateshead FC. In het seizoen 2021/22 versloeg de club York City met 1-0 in de eerste ronde van de FA Cup, voordat ze thuis met 1-0 verloren van Morecambe FC uit de League One. Ze eindigden het competitieseizoen als kampioenen van de Premier Division van de Northern Premier League en werden gepromoveerd naar de National League North.
Alfreton Town ·
Brackley Town ·
Buxton ·
Chester ·
Chorley ·
Curzon Ashton ·
Darlington ·
Farsley Celtic ·
Hereford ·
Kidderminster Harriers ·
King's Lynn Town ·
Leamington ·
Marine ·
Needham Market ·
Oxford City ·
Peterborough Sports ·
Radcliffe ·
Rushall Olympic ·
Scarborough Athletic ·
Scunthorpe United ·
South Shields ·
Southport ·
Spennymoor Town ·
Warrington Town